# 삽교평야로
삽교평야로(Sapgyopyeongya-ro)는 충청남도 예산군 고덕면 건너삽다리삼거리 에서 예산군 덕산면 구만1교차로 잇는 도로이다

## 주요 경유지
충청남도
- 예산군 (고덕면 - 예산읍)

## 노선
| 이름             | 접속 노선                   | 소재지 | 소재지 | 비고 |
| ---------------- | --------------------------- | ------ | ------ | ---- |
| 건너삽다리삼거리 | 충의로                      | 예산군 | 삽교읍 |      |
| 상성교           |                             | 예산군 | 삽교읍 |      |
| 청룡교           |                             | 예산군 | 삽교읍 |      |
| 용수교           |                             | 예산군 | 고덕면 |      |
| 용리 교차로      | 사리용리길                  | 예산군 | 고덕면 |      |
| 구만1 교차로     | 지방도 제618호선 (황금뜰로) | 예산군 | 고덕면 |      |

## 주요 건물 및 시설
- 용동초등학교 (삽교평야로 193/상성리 95-1)